# 甲斐静馬
甲斐 静馬（かい しずま、1908年 - 1994年）は、日本の国際問題評論家。中東調査会参与。

## 来歴
大分県生まれ。1931年東京外国語学校英語部卒。

## 著書
- 『決戦迫る欧洲戦局』（朝日新聞社、朝日時局新輯） 1942
- 『上海通信』（月曜書房） 1946
- 『中近東』（岩波新書） 1957
- 『アラブの真実』（田村茂撮影、筑摩書房） 1958
- 『新聞英語のこなし方』（旺文社） 1960
- 『中近東入門』（社会思想社、現代教養文庫） 1963
- 『世界の大ニュース 英語で読む』（ジャパンタイムズ実用英語選集） 1970
- 『石油と砂漠の国々 アラブとイスラエル』（ポプラ社、パイオニア・ブックス） 1970
- 『中東戦争』（三省堂、叢書現代のアジア・アフリカ 7） 1971

### 共編著
- 『嵐を呼ぶ近東』（編、朝日新聞社） 1941
- 『たたかうベトナム』（岡倉古志郎, 坂本徳松共著、日本アジア・アフリカ連帯委員会、AA新書） 1965
- 『現代アジア社会事典』（坂本徳松共監修、大和学芸図書） 1975
- 『返せ北方領土』（坂本徳松共著、青年出版社） 1977.5

## 翻訳
- 『沙漠と闘う人々』（リッチ・コールダー、岩波新書） 1952
- 『現代アラブ世界』（R・K・カランジャ、理論社） 1960

## 参考
- 『中東戦争』著者略歴

1. ↑  Web NDL Authorities (国立国会図書館典拠データ検索・提供サービス)